# Józef Retinger
Józef Hieronim Retinger (17 de abril de 1888 - 12 de junho de 1960) foi um polonês conselheiro político. Ele foi um dos fundadores do Movimento Europeu que levaria à fundação da União Europeia. e foi envolvido na fundação do Clube de Bilderberg.

## Vida
Retinger nasceu em Cracóvia, Polônia (então parte do Império Austro-Húngaro), o caçula de quatro filhos. Seu pai, Józef Retinger Stanisław, era o representante jurídico pessoal e conselheiro da cidade de Władysław Zamoyski. Quando o pai de Retinger morreu, Zamoyski levou Józef no seu agregado familiar. Retinger tinha a intenção de se tornar um católico romano e sacerdote já estava matriculado em um seminário. No entanto, a perspectiva do celibato ao longo da vida o fez mudar de ideia.
Financiado pelo Conde Zamoyski, Retinger entrou na Sorbonne, em 1906, e dois anos mais tarde tornou-se a pessoa mais jovem a ganhar um Ph.D. lá em vinte anos de idade. Ele se mudou para a Inglaterra em 1911, onde seu amigo mais próximo era escritor polonês Joseph Conrad . Ele viria a escrever sobre Conrad em seu livro Conrad e seus contemporâneos (1943).
Em 1917 Retinger viajou para o México, onde se tornou um conselheiro político não-oficial para sindicalista Luis Morones eo presidente Plutarco Elías Calles. Mais tarde, durante a Segunda Guerra Mundial, ele aconselhou o primeiro-ministro do governo polonês no exílio, General Władysław Sikorski. Em 1944, envelhecido 56, Retinger cria um movimento para a Polônia ocupada(16-22) com Tadeusz Chciuk-Celt, na Operação Salamandra, para atender às principais figuras políticas e entregar dinheiro para a resistência polonesa. Ele sobreviveu a uma tentativa de assassinato vencida pelo exército local comando que desconfiava de sua missão secreta para a Polônia. Após a guerra, Retinger foi exilado da Polônia pelo governo comunista. Ele se tornou um dos principais defensores da unificação europeia e ajudou a fundar tanto o Movimento Europeu como o Conselho da Europa . Ele acabaria por se tornar o secretário-geral honorário do Movimento Europeu. Retinger iniciou as Conferências do clube Bilderberg em 1954 e foi seu secretário até sua morte por câncer de pulmão em 1960. Ele está enterrado no Cemitério do Norte Sheen.(16-22)

## Trabalhos
- Dr. J. H. Retinger, Polacy w cywilizacjach zagranicznych (Poles in Foreign Civilizations), Warsaw, 1934.
- Joseph Retinger, Conrad and His Contemporaries, London: Minerva, 1941 and New York: Roy, 1942.
- Joseph Retinger, John Pomian, Memoirs of an Eminence, Sussex University Press, 1972. ISBN 0-85621-002-1 OCLC 844436367